# Juliusz Janusz
Juliusz Janusz (ur. 17 marca 1944 w Łyczanej) – polski duchowny rzymskokatolicki, dyplomata watykański, arcybiskup, nuncjusz apostolski w Rwandzie w latach 1995–1998, nuncjusz apostolski w Mozambiku w latach 1998–2003, nuncjusz apostolski na Węgrzech w latach 2003–2011, nuncjusz apostolski w Słowenii i delegat apostolski w Kosowie w latach 2011–2018.

## Życiorys
Urodził się 17 marca 1944 w Łyczanej, w diecezji tarnowskiej. Kształcił się w I Liceum Ogólnokształcącym im. Jana Długosza w Nowym Sączu, gdzie w 1961 złożył świadectwo dojrzałości. Nie mogąc dołączyć do Wyższego Seminarium Duchownego w Tarnowie z powodu jego przepełnienia w latach 1961-1967 kształcił się w Wyższym Seminarium Duchownym Archidiecezji Krakowskiej. Święceń kapłańskich udzielił mu 19 marca 1967 w katedrze na Wawelu arcybiskup metropolita krakowski Karol Wojtyła. 
W latach 1967–1969 pracował jako wikariusz w parafii Świętych Apostołów Szymona i Judy Tadeusza w Łodygowicach. Następnie wyjechał do Rzymu, gdzie studiował na Papieskim Uniwersytecie Laterańskim i uzyskał doktorat, kończąc również Papieską Akademię Kościelną. Pierwszą wyznaczoną mu placówką była w 1973 nuncjatura w Tajlandii, odpowiedzialna także za Laos, Malezję, Singapur, Kambodżę i Wietnam. W 1977 został przeniesiony do nuncjatury w Danii, której podlegały również Szwecja, Norwegia, Finlandia, Islandia i Grenlandia. Pracował również kolejno w nuncjaturach w Niemczech, Brazylii i Holandii. W 1990 tworzył struktury nuncjatury apostolskiej na Węgrzech. W latach 1992–1995 pełnił funkcję chargé d’affaires kierującego nuncjaturą apostolską w Republice Chińskiej na Tajwanie (Tajpej). 
25 marca 1995 papież Jan Paweł II mianował go nuncjuszem apostolskim w Rwandzie i arcybiskupem tytularnym Caprulae. Święcenia biskupie przyjął 8 maja 1995 w bazylice św. Piotra na Watykanie. Udzielił mu ich kardynał Angelo Sodano, sekretarz stanu Stolicy Apostolskiej, któremu asystowali kardynałowie Franciszek Macharski, arcybiskup metropolita krakowski, i Francis Arinze, przewodniczący papieskiej Rady ds. Dialogu Międzyreligijnego. Jako dewizę biskupią przyjął słowa „Amor omnia sustinet” (Miłość wszystko przetrzyma). Nuncjaturę w Rwandzie objął niedługo po zakończeniu ludobójstwa, podczas którego zginęło pięciu biskupów, około 150 księży i 200 sióstr. 26 września 1998 Jan Paweł II przeniósł go na urząd nuncjusza apostolskiego w Mozambiku, dochodzącego do siebie po wojnie domowej, a 9 kwietnia 2003 na urząd nuncjusza apostolskiego na Węgrzech.
10 lutego 2011 papież Benedykt XVI mianował go nuncjuszem apostolskim w Słowenii i delegatem apostolskim (nie mającym charakteru dyplomatycznego, lecz będącym urzędem pastoralnym) w Kosowie. 21 września 2018 przeszedł na emeryturę i został rezydentem przy parafii Matki Bożej Szkaplerznej w Korzennej.
Konsekrował arcybiskupów metropolitów - lublańskiego Stanislava Zore (2014) i mariborskiego Alojzija Cvikla (2015). Ponadto był współkonsekratorem podczas święceń ośmiu biskupów